# قبر بندر
قبر بندر أو قبر بندر البويهي منطقة عراقية بناحية الشبكة بقضاء النجف بمحافظة النجف، بصحراء الحجرة بالبادية العراقية غرب العراق، في درب زبيدة طريق الحج الكوفي شمال منطقة العقبة وجنوب العثامن.
كان قبر بندر البويهي من المواقع التي مرّ بها الويس موسيل، في رحلته سنة 1915 م فقال في كتابه (شمال نجد) "وفي الساعة 5:20 أصبح الحوض الذي يقع فيه قليب البوبهي-والذي يبلغ عمقه خمسة وثلاثين باعاً (70 متراً)- ويقع على بعد حوالي ستة كيلومترات إلى الغرب منا. وفي الساعة 6:30 رأينا نصباً عالياً من أكوام الحجارة (نصاب) يرتفع إلى الشمال الشرقي منا، وهو قبر بندر، شيخ فخذ الزميل من عشيرة التومان، الذي توفي في بيته المنصوب في الموضع نفسه، وأمام القبر تقع خبراء ماء صغيرة وموقد نار عميقة حيث كان بندر يعدّ قهوته وعندما يقطن فخذ الزميل في هذا الموضع في فصل الخريف يقوم زيد-شقيق بندر- فيجهز القهوة عند قبره ويدعو كل مَن يمر بهذا الموضع لاحتساء فناجين الدلّة." وذكرَ ألويس أن الشوايا مُربّي الماعز والأغنام والفلاحين الموجودين على ضفة الفرات اليمنى يقطنون حينئذٍ مع أنعامهم بالقرب من آبار شراف وواقصة.

## وصلات خارجية
- موقع قبر بندر في خارطة مخافر العراق الحدودية الغربية